# Ignacio Gómez Menéndez
José Ignacio Francisco Gómez Menéndez, más conocido como Ignacio Gómez (Metapán, El Salvador; 31 de julio de 1813-Guatemala; 5 de junio de 1879), escritor, diplomático, jurista, traductor e historiador salvadoreño, hijo del jurista Mariano Francisco Gómez Flores. Padre del historiador guatemalteco Agustín Gómez Carrillo y abuelo del periodista y escritor guatemalteco Enrique Gómez Carrillo.

## Biografía
Era hijo de Felipa Josefa Menéndez, hermana del sacerdote y doctor en leyes Isidro Menéndez, y del guatemalteco Mariano Francisco Gómez Flores. Huérfano de padre, fue su tío materno quien lo llevó consigo a Guatemala y dirigió su educación, enviándolo interno a los doce años de edad a un colegio en la ciudad de Nueva York. Concluyó la secundaria en Francia; así llegó a dominar perfectamente el inglés, el francés, el italiano y el alemán, además del latín y el griego. Volvió a El Salvador y, a consecuencia de la guerra intestina de los estados de El Salvador y Guatemala dentro de las Provincias Unidas de Centroamérica, fue encarcelado en Guatemala. Al salir se matriculó en la Academia de Ciencias de Guatemala y se doctoró en Jurisprudencia y Notariado (1836); en esa misma universidad enseñó y llegó a ser Decano de la Facultad de Leyes. Además fue catedrático de inglés en la Academia de Estudios creada en 1832 por el gobierno de Mariano Gálvez. En el estado federado de Guatemala fue primero subsecretario del Ministerio de Gobernación y luego auditor de guerra, jefe de sección del Ministerio General (1837), diputado (1838), juez de primera instancia, presidente de la Sociedad de Inmigración, miembro de las comisiones encargadas de redactar los proyectos de la Constitución y el Código Administrativo, magistrado fiscal de la Corte de Justicia y, finalmente, fiscal general de Hacienda (1853), ya segregada Guatemala de las Provincias Unidas de Centroamérica y durante el gobierno del general Rafael Carrera. Pero también ejerció diversas funciones en el gobierno de El Salvador, donde fue oficial mayor del Consejo Consultivo de Gobierno (1832); miembro de las delegaciones diplomáticas salvadoreñas ante la Santa Sede (1847), Estados Unidos (1849), Italia, España, e Inglaterra; ministro de Hacienda y Guerra (1852); ministro del Interior y de Relaciones Exteriores (1853-54); secretario de Estado (1855); ministro de Gobernación; encargado del Despacho; presidente de la Asamblea Nacional y de su Cámara legislativa; gobernador suplente del departamento de La Paz; y, en último término, diputado por dicho departamento (1857-1859). Se casó con la guatemalteca Carmen Carrillo de Albornoz y Nájera el 13 de mayo de 1837, de la quien tuvo al jurista e historiador Agustín Gómez Carrillo. 
De ideas liberales, se opuso al intervencionismo extranjero en los gobiernos de los generales Gerardo Barrios y Rafael Carrera, lo que le valió ser exiliado por este último, primero a México y luego a Lima (Perú) y a Santiago de Chile; en esos países se aprovecharon de sus habilidades diplomáticas siendo empleado por sus gobiernos como ministro plenipotenciario de Honduras, Nicaragua, Perú y Chile en Estados Unidos y diferentes ciudades europeas. En 1864 falleció inmerso en la locura su hermano Mariano, eminente médico y cirujano carcelario en Antigua (Guatemala); en 1877 murió su hijo Salvador. Por entonces había vuelto ya Guatemala, donde el general Justo Rufino Barrios lo comisionó para que redactara el Código mercantil. Redactó entonces el Boletín Municipal de Santa Ana y el diario El Pensamiento de Guatemala. Muy enfermo del cuerpo y de la mente, se retiró a Guatemala, donde murió el 5 de junio de 1879.
Como periodista cultivó el cuadro de costumbres y fundó junto a Francisco Dueñas y Enrique Hoyos El Amigo del Pueblo (1842); con Gregorio Arbizú el diario El Cometa (1854); y con Valero Pujol La Civilización (1876). Fue además corresponsal del semanario norteamericano El Compilador de Nueva Orleáns y en El Salvadorredactó la Gaceta Oficial del gobierno (1857-58).
Como jurista dirigió en Guatemala las ediciones de la Recopilación de las leyes patrias (1855-56) y el Código de procedimientos judiciales (1857) e impulsó un proyecto de recopilación de información municipal de seis departamentos salvadoreños para confeccionar la Estadística general de la República de El Salvador, obra publicada entre 1858 y 1861, reimpresa parcialmente en 1926 y en 1974, y editada de manera definitiva por la Academia Salvadoreña de la Historia en 1992.
Como escritor estuvo vinculado a la estética del Neoclasicismo; destaca su faceta de poeta satírico y llegó a ser nombrado miembro de la famosa Academia de los Arcades de Roma bajo el seudónimo de "Clitauro Itacense" en 1848; miembro del Instituto Americano de Nueva York; presidente honorario del Instituto de África en París; caballero de la Orden Pontificia de San Gregorio Magno; y miembro de la Logia Masónica del Vínculo Fraternal (Guatemala, 1877).
En su faceta de traductor se le deben versiones del inglés, del italiano, del francés y del alemán: "La despedida", de Pietro Metastasio, "Elegía en un cementerio campestre" de Thomas Gray, "Medora" y otros versos de Byron, y obras de Goethe y Lamartine. Rubén Darío le considera "traductor excelentísimo" y considera su traducción de Gray superior a la de Vedia, y una de las mejores a nuestro idioma.

## Obras
- A la memoria de don Francisco Gallardo: ensayo biográfico Guatemala: Impr. de la Aurora, 1847.
- Biografía del ilustre centro-americano Licenc. don Miguel Larreynaga Guatemala: Impr. de la Aurora, 1847.
- A la memoria del licenciado d. Felipe Prado Mención Necrológica, etc. por Ignacio Gómez Cojutepequ, El Triuneo, 1857.
- La filosofía de mala ley, juzgada para la América Española Guatemala: Luna, 1861.
- Historia contemporánea de Centro América
- Biografía del General Francisco Morazán
- Tratado de lógica elemental
- El patronato
- Los partidos Liberal y Conservador.

## Información adicional
- Enemigo acérrimo de la poetisa y periodista María Josefa García Granados quien, irónicamente, fue sepultada en la tumba contigua a la suya.[5]